# Genet

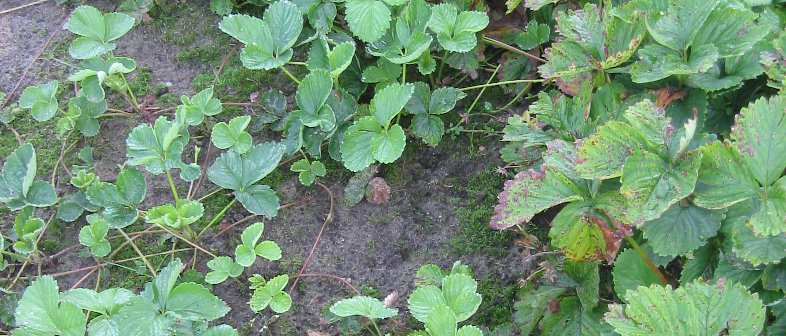
Genet: Aardbeiplant met uitlopers

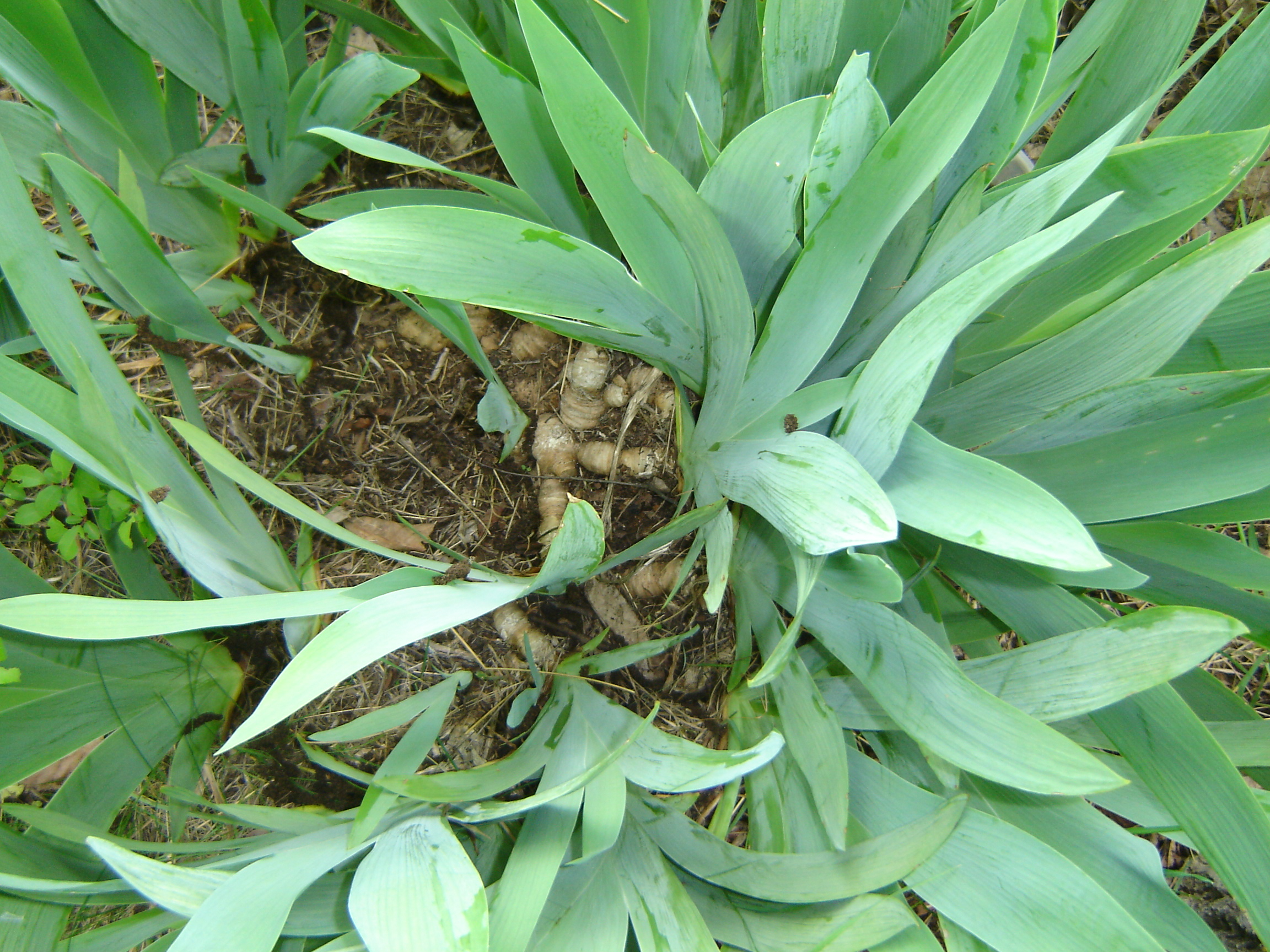
Genet van blauwe lis

Een genet (van het Grieks γενεά geneá) is een term die in de plantkunde wordt gebruikt om een collectief van planten (of schimmels) te beschrijven die al of niet ondergronds met elkaar zijn of waren verbonden, bijvoorbeeld via een wortelstok (of mycelium). De planten lijken afzonderlijk te staan, maar zijn in feite ontstaan door vegetatieve voortplanting en vormen een kloon.
Een ramet of spruit is een individuele kloonplant, d.w.z. de kleinste levensvatbare eenheid van een genet.
Een aardbeimoederplant met zijn uitlopers is bijvoorbeeld een genet, al zijn uitlopers zijn rametten en vormen samen een kloon. Hetzelfde geldt bijvoorbeeld voor een tulpenbol en zijn vegetatieve nakomelingen.
Deze termen worden met name gebruikt in het onderzoek om vegetatief ontwikkelde individuen en hun gezamenlijke ouder duidelijk te kunnen karakteriseren. De bomen van een heel bos kunnen bijvoorbeeld rametten van een enkel genet zijn, zoals bij de Canadapopulier. Een groot deel van de individuen in grasland kan ook gebaseerd zijn op vegetatieve voortplanting.

## Bron
- Dit artikel of een eerdere versie ervan is een (gedeeltelijke) vertaling van het artikel Genet op de Duitstalige Wikipedia, dat onder de licentie Creative Commons Naamsvermelding/Gelijk delen valt. Zie de bewerkingsgeschiedenis aldaar.